# Jeżozwierz indyjski
Jeżozwierz indyjski (Hystrix indica) – gatunek ssaka z rodziny jeżozwierzowatych (Hystricidae). 

## Taksonomia
Gatunek po raz pierwszy zgodnie z zasadami nazewnictwa binominalnego opisał w 1792 brytyjski przyrodnik Robert Kerr nadając mu nazwę Hystrix cristata indica. Holotyp pochodził z Indii. 
Hystrix indica należy do podrodzaju Hystrix. Autorzy Illustrated Checklist of the Mammals of the World uznają ten gatunek za monotypowy.

### Etymologia
- Hystrix: gr. υστριξ ustrix „jeżozwierz”, być może od υς us „wieprz”; θριξ thrix, τριχος trikhos „włosy”[19].
- indica: łac. Indicus „indyjski”, od India „Indie”[20].

## Zasięg występowania
Jeżozwierz indyjski występuje w zachodniej i południowej Azji, od wschodniej części Morza Śródziemnego (południowa Turcja, Syria, Liban, Jordania i Izrael) i Półwyspu Arabskiego, na północny wschód do Kaukazu Południowego, skrajnie południowej Rosji (Dagestan), Uzbekistanu, Kirgistanu i południowego Kazachstanu oraz na południe przez Afganistan do Iranu, Pakistanu, południowego Nepalu, większości subkontynentu indyjskiego i na Sri Lance.

## Morfologia
Długość ciała (bez ogona) 455–930 mm, długość ogona 60–170 mm, długość ucha 40–47 mm, długość tylnej stopy 95–104 mm; masa ciała 8–27 kg. Ubarwienie brunatne, na grzbiecie i ogonie występują długie kolce.

## Ekologia
Jeżozwierz indyjski jest dość tolerancyjnym gatunkiem – może zamieszkiwać różnorodne środowiska, takie jak góry, sawannę, scrub i lasy. Zamieszkuje skaliste tereny, żywi się roślinami.